# 细面条 (意大利)

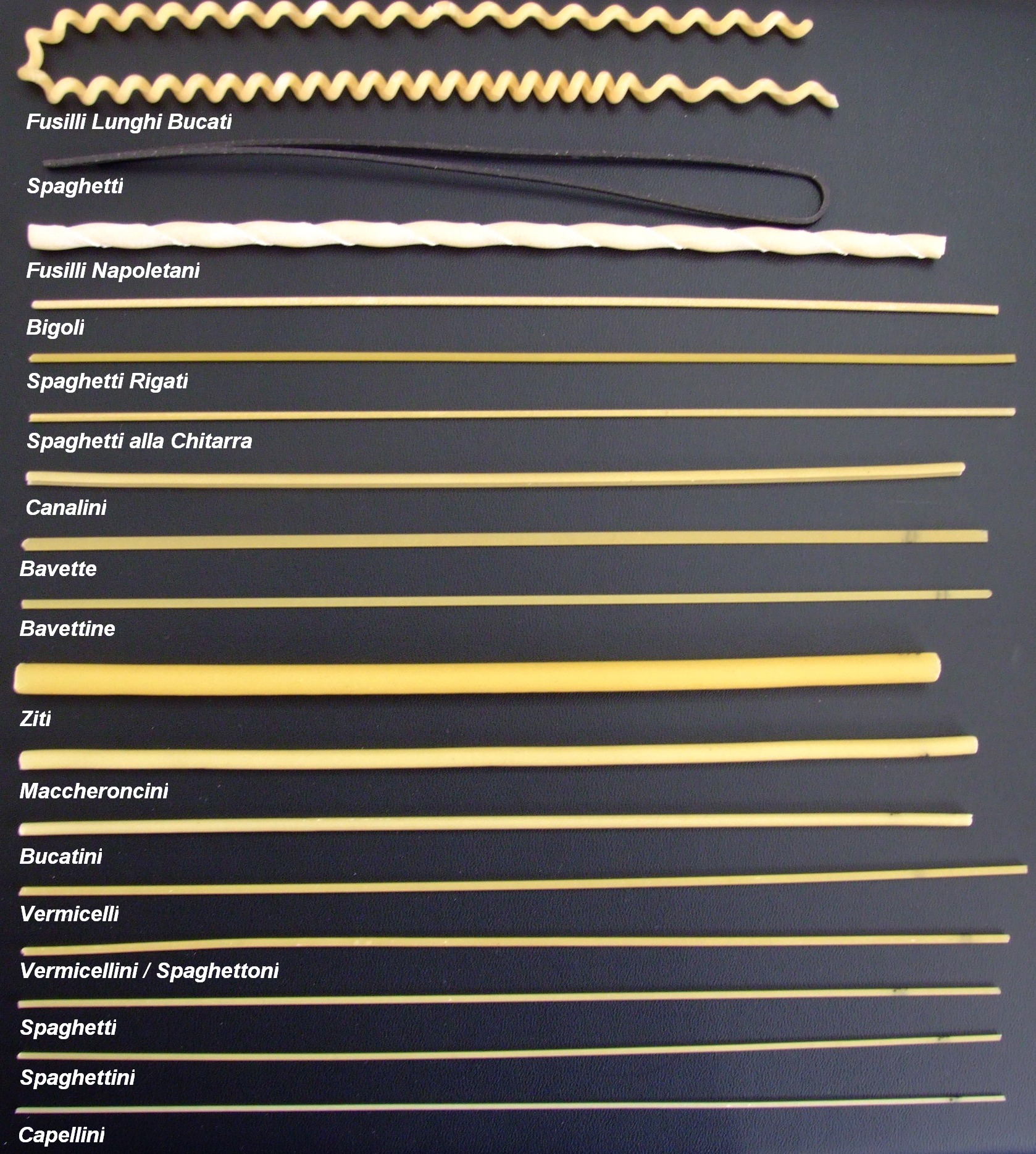
细面条

细面条（義大利語：vermicelli，義大利語：[vermiˈtʃɛlli]）是意大利料理中意式面食的一种，其圆形截面于意大利粉比较像。“vermicelli”在意大利语中意思是“小虫子”，在意大利，细面条比意大利粉更粗，但在美国则相反。
细面条与中国的线面很相似。另外，全球各地都存在与之类似的面条，在英文中多翻译成“vermicelli”，比如中國常見美食米粉常被譯為「rice vermicelli」。

## 标准
| 意式面食名称                                         | 厚度                               |
| ---------------------------------------------------- | ---------------------------------- |
| Vermicelli                                           | 直径2.08和2.30（0.082和0.091英寸） |
| Spaghetti                                            | 直径1.92和2.00（0.076和0.079英寸） |
| Vermicellini (/ˌvɜːrmɪtʃɛˈliːni/ "更细的vermicelli") | 直径1.75和1.80（0.069和0.071英寸） |
| Fidelini                                             | 直径1.37和1.47（0.054和0.058英寸） |
| Capellini (or "capelli d'angelo"—天使的发丝)         | 直径0.8和0.9（0.031和0.035英寸）   |

## 历史
14世纪意大利各地对细面条有不同的称呼。Barnaba da Reatinis在其著作中称，这种面被托斯卡纳人叫做vermicelli，被博洛尼亚人叫做orati，被威尼斯人叫做minutelli，被雷焦艾米利亚人叫做fermentini，被曼托瓦人叫做pancardelle。15世纪著名的料理人、担任过罗马圣教会总司库厨师的Martino da Como，在其著作《西西里的通心粉和细面条的调理法》（De arte Coquinaria per vermicelli e maccaroni siciliani）一书中提到了它，他的另一部著作《调理法之书》（Libro de arte coquinaria）中，记载了细面条的做法。当时經陽光曬乾後的細麵條可儲存二到三年。
在英语中，Vermicelli被用于称呼世界各地的细长的面条，特别是对南亚、东亚，如中式的米粉、粉丝、线面。